# Jacob Adolf Worp
Jacob Adolf Worp, född den 21 januari 1851 i Almelo, död den 28 augusti 1917 i Utrecht, var en nederländsk litteraturhistoriker.
Worp, som disputerade 1879 vid Groningens universitet, skrev sin doktorsavhandling om 1600-talsdiktaren Jan Vos. Hans livsverk gällde dock främst dennes samtida Constantijn Huygens, vars brev han bland annat utgav. Efter hans död publicerade hans vän J.F.M. Sterck hans manuskript med Maria Tesselschade Visschers dikter och brev.